# Martin Lébl
Martin Lébl est un ancien joueur de volley-ball tchèque, né le 4 décembre 1980 à Prague (Tchécoslovaquie). Il mesure 2,01 m et jouait au poste de central.

## Clubs
| Club                   | Pays               | De        | À         |
| ---------------------- | ------------------ | --------- | --------- |
| Ústí nad Labem         | République tchèque | 1996-1997 | 1997-1998 |
| Arago de Sète          | France             | 1998-1999 | 1998-1999 |
| Noliko Maaseik (joker) | Belgique           | 1998-1999 | 1998-1999 |
| Noliko Maaseik         | Belgique           | 1999-2000 | 2001-2002 |
| Pérouse                | Italie             | 2002-2003 | …         |

## Palmarès
- Championnat de Belgique : 1999, 2001, 2002
- Championnat de République tchèque : 1997
- Coupe de Belgique : 1999, 2001, 2002
- Coupe de République tchèque : 1997
- Supercoupe de Belgique : 1999, 2000, 2002